# 凯尔巴赫
凯尔巴赫是德国莱茵兰-普法尔茨州的一个市镇。总面积2.13平方公里，总人口175人，其中男性87人，女性88人（2011年12月31日），人口密度82人/平方公里。